# Бад Зулца
Бад Зулца (њем. Bad Sulza) град је у њемачкој савезној држави Тирингија. Једно је од 75 општинских средишта округа Вајмарер Ланд. Према процјени из 2010. у граду је живјело 2.981 становника. Посједује регионалну шифру (AGS) 16071004.

## Географски и демографски подаци
Бад Зулца се налази у савезној држави Тирингија у округу Вајмарер Ланд. Град се налази на надморској висини од 140 метара. Површина општине износи 10,6 km². У самом граду је, према процјени из 2010. године, живјело 2.981 становника. Просјечна густина становништва износи 281 становника/km².

## Међународна сарадња
| Мјесто | Држава | Врста сарадње | Од    |
| ------ | ------ | ------------- | ----- |
|        | Пољска | партнерство   | 2001. |
| Извор  |        |               |       |